# Irakli Zoidze
Irakli Zoidze (Georgisch: ირაკლი ზოიძე) (21 maart 1969) is een voormalig voetballer uit Georgië. Hij speelde als doelman clubvoetbal in zijn vaderland, in Litouwen en in Israël. Hij beëindigde zijn actieve carrière in 2006 bij FC Dinamo Tbilisi.

## Interlandcarrière
Zoidze speelde in de periode 1994–2001 negentien officiële interlands voor het Georgisch voetbalelftal. Hij maakte zijn officiële debuut voor de nationale ploeg op 10 februari 1994 in de met 1-0 gewonnen oefeninterland tegen Malta. Zijn voornaamste concurrent was Akaki Devadze.

## Erelijst
Dinamo Tbilisi
- Georgisch landskampioen

1993, 1994, 1995, 1996, 1997, 1998, 2003, 2005
- Georgisch bekerwinnaar

1993, 1994, 1995, 1996, 1997, 2003, 2004